# Storytelling
Storytelling är en amerikansk dramakomedifilm från 2001 regisserad av Todd Solondz, som även skrivit filmens manus.

## Om filmen
Musiken till filmen gjordes av den skotska musikgruppen Belle & Sebastian samt av den amerikanske kompositören Nathan Larson.

## Rollista (urval)
- Selma Blair – Vi
- Leo Fitzpatrick – Marcus
- Robert Wisdom – Mr. Scott
- Maria Thayer – Amy
- Angela Goethals – Elli
- Paul Giamatti – Toby Oxman
- Franka Potente – Tobys förläggare
- Mary Lynn Rajskub – Melinda
- Julie Hagerty — Fern Livingston